# Deux châteaux à Kulpin
Les « deux châteaux à Kulpin » (en serbe cyrillique : Два дворца у Кулпину ; en serbe latin : Dva dvorca u Kulpinu) sont situés à Kulpin, dans la province de Voïvodine, dans la municipalité de Bački Petrovac et dans le district de Bačka méridionale, en Serbie. Ils sont inscrits sur la liste des monuments culturels de grande importance de la République de Serbie (identifiant no SK 1092).
Les deux châteaux, situés dans un parc, font partie de l'ensemble muséographique de Kulpin, qui dépend du Musée de Voïvodine.

## Historique
Les deux châteaux, de style néo-classique, ont été construits pour la famille Stratimirović, à laquelle appartiennent le métropolite Stefan Stratimirović et Đorđe Stratimirović, qui a été le commandant des Serbes lors de la révolution hongroise de 1848-1849 ; en 1745, elle avait été l'une des premières familles serbes à avoir reçu des titres de noblesse de l'empire d'Autriche en raison de ses mérites militaires. Pendant une courte période, la propriété a été détenue par un certain Matej Semzo puis, en 1889, elle a été rachetée par Lazar Dunđerski, de la famille Dunđerski, une famille de riches marchands,. En 1945, l'ensemble a été « nationalisé ».

## Petit château

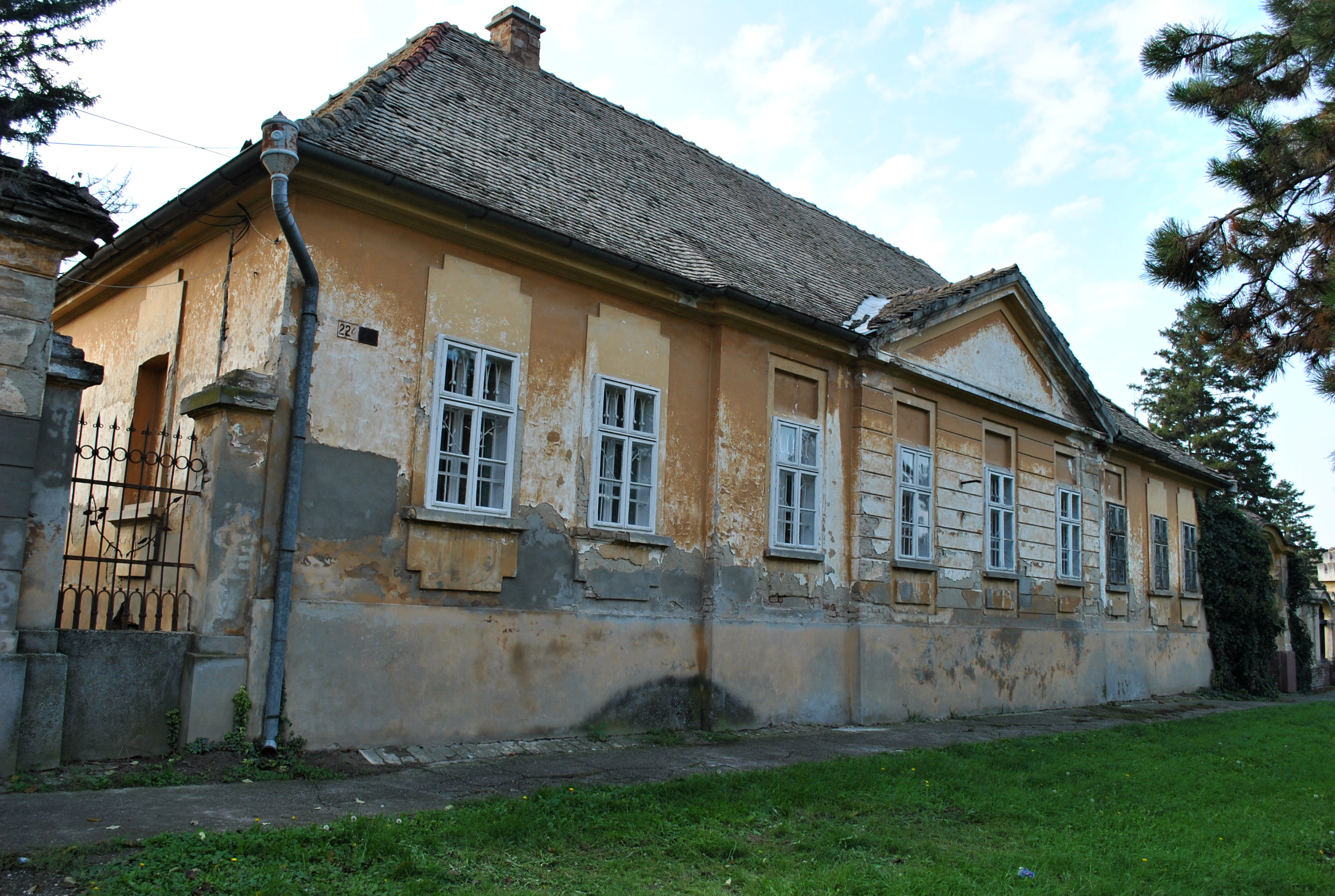
Vue du petit château

Le « petit château » ou « vieux château » (en serbe : Stari kaštelj) a été construit à la fin du XVIIIe siècle. Il est constitué d'un simple rez-de-chaussée reposant sur un haut soubassement. La façade, strictement symétrique, est dotée d'une avancée centrale surmontée d'un fronton triangulaire. Les fenêtres sont décorées avec des grilles en fer forgé.

## Grand château

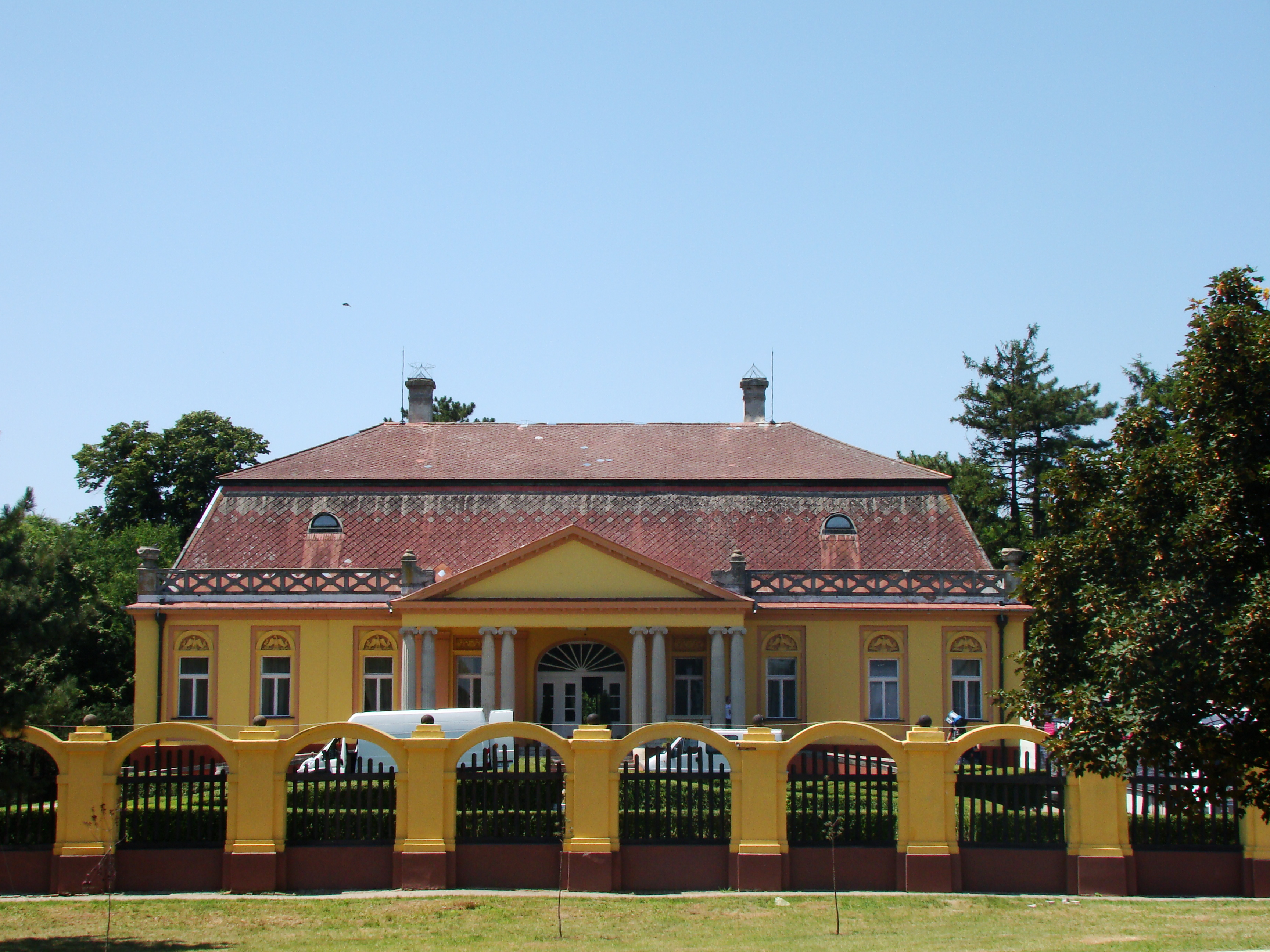
Autre vue du grand château

Le « grand château » a reçu son apparence actuelle en 1912 après des travaux de restauration réalisés par l'architecte Momčilo Tapavica. La façade sur rue comporte un simple rez-de-chaussée tandis que la façade sur jardin est constituée d'un rez-de-chaussée et d'un étage. La façade principale est dominée par un grand porche classique, avec un escalier, une rampe d'accès et quatre paires de colonnes de style ionique qui supportent une architrave et un fronton. Au-dessus de la corniche du toit se trouve un attique qui, à chaque angle, est orné de vases en pierre. Côté cour se trouve un porche d'entrée pentagonal avec des colonnes cannelées supportant une petite coupole.

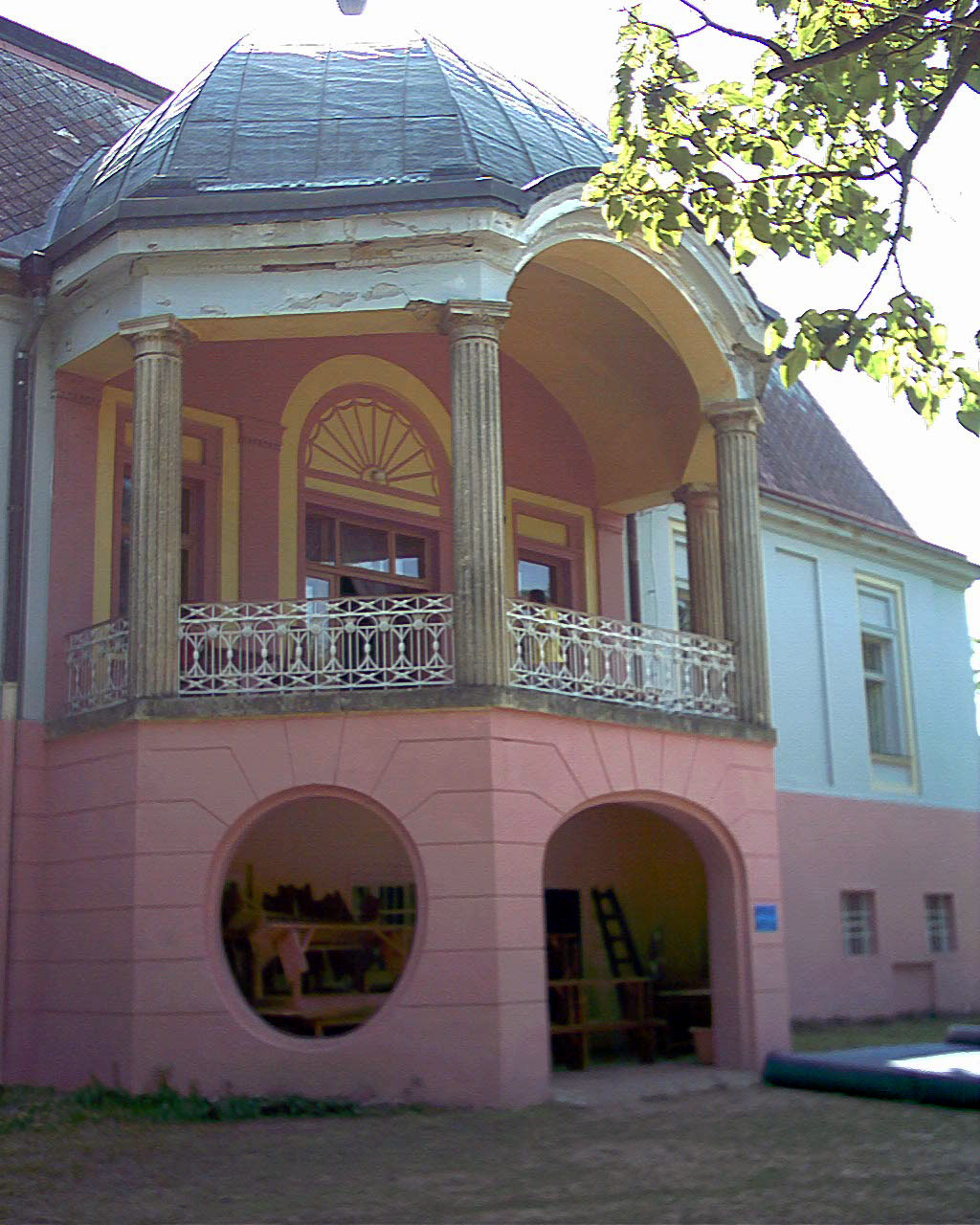
Autre vue du grand château

## Collections du grand château
Le grand château, ouvert à la visite, abrite une collection de meubles et d'objets relevant des arts décoratifs, installée dans les lieux en 2009.